# لينو بيانكو
لينو بيانكو (بالإنجليزية: Lino Bianco)‏ هو مهندس معماري مالطي، ولد في 31 ديسمبر 1965 في مالطا.